# Crataegus condigna
Crataegus condigna är en rosväxtart som beskrevs av Chauncey Delos Beadle. Crataegus condigna ingår i hagtornssläktet som ingår i familjen rosväxter. Inga underarter finns listade i Catalogue of Life.